# Farm Aid
Farm Aid è un concerto annuale di beneficenza realizzato in favore degli agricoltori statunitensi. L'evento, fondato nel 1985, è stato creato da Willie Nelson, John Mellencamp e Neil Young.
Nel luglio del 1985, durante il concerto di beneficenza del Live Aid realizzato in favore della popolazione etiope, Bob Dylan ha fatto commenti sugli agricoltori degli Stati Uniti, dicendo come essi stessero rischiando di perdere le loro fattorie a causa dei debiti ipotecari.
I suoi commenti furono pesantemente criticati, ma hanno ispirato i colleghi musicisti Willie Nelson, John Mellencamp e Neil Young a organizzare il concerto di beneficenza Farm Aid per raccogliere fondi e aiutare gli agricoltori familiari negli Stati Uniti.
Al 2023, i vari concerti hanno raccolto in totale oltre 75 milioni di dollari.

## Storia
l primo concerto si è tenuto il 22 settembre 1985, al Memorial Stadium di Champaign, in Illinois, davanti a una folla di circa 80.000 persone. Gli artisti che si sono esibiti in quell'occasione erano, tra i vari,  Bob Dylan, Billy Joel, B.B. King, Loretta Lynn, Roy Orbison e Tom Petty. Solo grazie a quel concerto sono stati raccolti oltre 9 milioni di dollari.
L'organizzazione gestisce una rete fissa per chiamate di emergenza che serve agli agricoltori come risorsa per le richieste di finanziamenti e sussidi. Nelson e Mellencamp hanno portato le necessità degli agricoltori davanti al Congresso, testimoniando lo stato precario delle fattorie e facendo approvare l'Agricultural Credit Act nel 1987, con l'intento di aiutare a salvare le aziende agricole familiari dalla preclusione. Farm Aid gestisce anche un fondo per le catastrofi naturali, con il fine di aiutare gli agricoltori che perdono i loro effetti personali e i loro raccolti a causa di disastri di grande portata, come avvenne durate l'uragano Katrina.
Al 2023, sono stati raccolti oltre 75 milioni di dollari.

## Concerti
| Data | Città                                                 | Luogo dell'esibizione                        | Artisti |
| ---- | ----------------------------------------------------- | -------------------------------------------- | --- |
| 1985 | Champaign, Illinois                                   | Memorial Stadium                             | Alabama, Hoyt Axton, The Beach Boys, The Blasters, Bon Jovi, Jimmy Buffett, Glen Campbell, Johnny Cash, David Allan Coe, John Conlee, Charlie Daniels Band, John Denver, Bob Dylan, John Fogerty, Foreigner, Vince Gill, Vern Gosdin, Arlo Guthrie, Sammy Hagar, Merle Haggard, Daryl Hall, Emmylou Harris, Don Henley, Waylon Jennings, Billy Joel, Randy Newman, George Jones, Rickie Lee Jones, B.B. King, Carole King, Kris Kristofferson, Huey Lewis, Lone Justice, Loretta Lynn, Roger McGuinn, John Mellencamp, Roger Miller, Joni Mitchell, Nitty Gritty Dirt Band, Willie Nelson, Roy Orbison, Tom Petty and the Heartbreakers, Charley Pride, Bonnie Raitt, Lou Reed, Kenny Rogers, Brian Setzer, Sissy Spacek, Tanya Tucker, Eddie Van Halen, Debra Winger, Neil Young, Dave Milsap, Joe Ely, Judy Rodman, X |
| 1986 | Manor, Texas                                          | Manor Downs Racetrack                        | Alabama, The Beach Boys, The Bellamy Brothers, The Blasters, Judy Collins, Rita Coolidge, Bob Dylan, Steve Earle, Joe Ely, Exile, The Fabulous Thunderbirds, William Lee Golden & The Goldens, Grateful Dead, Emmylou Harris, Julio Iglesias, Rick James, Jason & the Scorchers, Waylon Jennings, George Jones, Bon Jovi, Doug Kershaw, Kris Kristofferson, Nicolette Larson, Los Lobos, John Mellencamp, Vince Neil, Willie Nelson, Tom Petty and the Heartbreakers, Bonnie Raitt, Steppenwolf, Taj Mahal, Stevie Ray Vaughan, Joe Walsh, Neil Young, X, The Unforgiven |
| 1987 | Lincoln, Nebraska                                     | Memorial Stadium                             | Alex Harvey, Emmylou Harris, Steppenwolf, Vince Gill, William Lee Golden & The Goldens, Lyle Lovett, John Denver, Lou Reed, John Mellencamp, Neil Young, Bandaloo Doctors, Joe Walsh, Willie Nelson, The Unforgiven |
| 1989 | Varie località (come parte del tour di Willie Nelson) | Varie                                        | Willie Nelson |
| 1990 | Indianapolis, Indiana                                 | Hoosier Dome                                 | Bonnie Raitt, John Mellencamp, John Hiatt, Carl Perkins, Arlo Guthrie, Gorky Park, Garth Brooks, John Denver, Bill Monroe, Alan Jackson, Asleep at the Wheel, Jackson Browne, Bruce Hornsby, Poco, Elton John, William Lee Golden & The Goldens, Lou Reed, Don Henley, Taj Mahal, Crosby, Stills, Nash & Young, Neil Young, Willie Nelson, Guns N' Roses, KT Oslin, Iggy Pop, Henry Lee Summer, Roadmaster |
| 1992 | Irving, Texas                                         | Texas Stadium                                | Arlo Guthrie, Asleep At The Wheel, Kentucky Headhunters, Texas Tornados, Bandaloo Doctors, Bonnie Raitt, Little Village, Tracy Chapman, Lynyrd Skynyrd, William Lee Golden & The Goldens, Petra, Paul Simon, Mary Chapin Carpenter, The Highwaymen, Lorrie Morgan, Ricky Van Shelton, Willie Nelson, Neil Young, John Mellencamp |
| 1993 | Ames, Iowa                                            | Jack Trice Stadium                           | Arlo Guthrie, Asleep At The Wheel, The Jayhawks, Jann Arden, Lyle Lovett, Johnny Cash, Neil Young, Ricky Van Shelton, John Mellencamp, Willie Nelson, Kentucky Headhunters, Marty Stuart, Charlie Daniels Band, Martina McBride, Bruce Hornsby, Bryan Adams, Ringo Starr, Black 47, The Highwaymen, Dwight Yoakam, Mickey Newbury |
| 1994 | New Orleans, Louisiana                                | Louisiana Superdome                          | Neville Brothers, Spin Doctors, Gin Blossoms, John Conlee, Kris Kristofferson, Willie Nelson, Neil Young & Crazy Horse, Deana Carter, Shaver, Al Hirt, Pete Fountain, David Allan Coe, Titty Bingo |
| 199  | Louisville, Kentucky                                  | Cardinal Stadium                             | Hootie and the Blowfish, Dave Matthews Band, BlackHawk, John Conlee, The Supersuckers, Steve Earle, Willie Nelson, John Mellencamp, Neil Young |
| 1996 | Columbia, South Carolina                              | Williams-Brice Stadium                       | Hootie and the Blowfish, Marshall Chapman, Beach Boys, Son Volt, Robert Earl Keen, Martina McBride, John Conlee, Jewel, Willie Nelson, John Mellencamp, Neil Young |
| 1997 | Tinley Park, Illinois                                 | Tweeter Center                               | Willie Nelson, Neil Young, John Fogerty, Beck, Dave Matthews Band, Steve Earle, The V-Roys, Mary Cutrufello, The Allman Brothers Band, Chris Knight. |
| 1998 | Tinley Park, Illinois                                 | Tweeter Center                               | Willie Nelson, Phish, Neil Young, John Mellencamp, Steve Earle, Del McCoury Band, Wilco |
| 1999 | Bristow, Virginia                                     | Nissan Pavilion                              | Susan Tedeschi, Keb' Mo', Deana Carter, Barenaked Ladies, Dave Matthews Band, John Mellencamp, Willie Nelson, Neil Young |
| 2000 | Bristow, Virginia                                     | Nissan Pavilion                              | Crosby, Stills, Nash & Young, Arlo Guthrie, Sawyer Brown, Alan Jackson, Travis Tritt, North Mississippi Allstars, Barenaked Ladies, Tipper Gore, Willie Nelson |
| 2001 | Noblesville, Indiana                                  | Verizon Wireless Music Center                | Willie Nelson, Neil Young, John Mellencamp, Dave Matthews, Doobie Brothers, Martina McBride |
| 2002 | Burgettstown, Pennsylvania                            | Post-Gazette Pavilion                        | Willie Nelson, Neil Young, John Mellencamp, Dave Matthews, Keith Urban, Lee Ann Womack, Kid Rock, Gillian Welch, Duane Cahill, Kenny Wayne Shepherd with Double Trouble, The Drive-By Truckers, Los Lonely Boys, Anthony Smith |
| 2003 | Columbus, Ohio                                        | Germain Amphitheater                         | Willie Nelson, John Mellencamp, Dave Matthews, Neil Young and Crazy Horse, Emmylou Harris, Hootie & the Blowfish, Los Lonely Boys, Sheryl Crow, Brooks & Dunn, Titty Bingo, Trick Pony, Billy Bob Thornton, Daniel Lanois |
| 2004 | Auburn, Washington                                    | White River Amphitheatre                     | Willie Nelson, Neil Young, John Mellencamp, Dave Matthews, Lucinda Williams, Steve Earle, Jerry Lee Lewis, Trick Pony, Tony Coleman, Blue Merle, Tegan and Sara, Kate Voegele, Kitty Jerry, Marc Broussard |
| 2005 | Tinley Park, Illinois                                 | First Midwest Bank Amphitheatre              | Willie Nelson, John Mellencamp, Neil Young, Dave Matthews, Arlo Guthrie, Buddy Guy, Congressman Collin Petersonand the Second Amendments, Drew Davis Band, Elizabeth Rainey, Emmylou Harris, James McMurtry, Jimmy Sturr & His Orchestra, John Mayer, Kate Voegele, Kathleen Edwards, Kenny Chesney, Los Lonely Boys, Shannon Brown, Supersuckers, Susan Tedeschi, Widespread Panic, Wilco, Barack Obama |
| 2006 | Camden, New Jersey                                    | Tweeter Center                               | Willie Nelson, John Mellencamp, Neil Young, Dave Matthews, Jerry Lee Lewiswith Roy Head, Los Lonely Boys, Arlo Guthrie, Gov't Mule, Steve Earle and Allison Moorer, Steel Pulse, Shelby Lynne, Nitty Gritty Dirt Band, Jimmy Sturr & his Orchestra, Pauline Reese, Danielle Evin |
| 2007 | New York City                                         | Randall's Island                             | Willie Nelson, John Mellencamp, Neil Young and Dave Matthews with Merle Haggard, Ray Price, Billy Joe Shaver, Tim Reynolds, Gregg Allman, The Allman Brothers Band, Counting Crows, Matisyahu, Guster, The Derek Trucks Band, Warren Haynes, Supersuckers, The Ditty Bops, Montgomery Gentry, Jimmy Sturr, Danielle Evin, Jesse Lenat, Pauline Reese, Paula Nelson, Titty Bingo, 40 Points |
| 2008 | Mansfield, Massachusetts                              | Comcast Center                               | Willie Nelson, John Mellencamp, Neil Young, Dave Matthews and Tim Reynoldswith Jerry Lee Lewis, Kenny Chesney, The Pretenders, moe., Arlo Guthrie, Steve Earle, Nation Beat, Grace Potter and the Nocturnals, Jakob Dylan and The Gold Mountain Rebels, Danielle Evin, Jamey Johnson, Jesse Lenat, Will Dailey, One Flew South, The Elms |
| 2009 | Maryland Heights, Missouri                            | Verizon Wireless Amphitheater                | Willie Nelson, John Mellencamp, Neil Young, Dave Matthews and Tim Reynoldswith Jamey Johnson, Jason Mraz, Phosphorescent, Wilco, Will Dailey |
| 2010 | Milwaukee, Wisconsin                                  | Miller Park                                  | Willie Nelson, John Mellencamp, Dave Matthews & Tim Reynolds, Neil Young, Jeff Tweedy, Kenny Chesney, Jason Mraz, Norah Jones, Band of Horses, Amos Lee, Robert Francis, The BoDeans, Jamey Johnson |
| 2011 | Kansas City, Kansas                                   | Livestrong Sporting Park                     | Willie Nelson, John Mellencamp, Neil Young, Dave Matthews, Jason Mraz, Jamey Johnson, Jakob Dylan, Lukas Nelson & Promise of the Real, Will Dailey & The Rivals, Billy Joe Shaver, Robert Francis, Ray Price, Rebecca Pidgeon, Hearts of Darkness, John Trudell, The Blackwood Quartet |
| 2012 | Hershey, Pennsylvania                                 | Hersheypark Stadium                          | Willie Nelson, John Mellencamp, Neil Young, Kenny Chesney, Dave Matthews & Tim Reynolds, Jack Johnson, ALO, Pegi Young & The Survivors, Lukas Nelson & Promise of the Real, Grace Potter & the Nocturnals, Dale Watson, Jamey Johnson |
| 2913 | Saratoga Springs, New York                            | Saratoga Performing Arts Center              | Willie Nelson, Neil Young, Pete Seeger, John Mellencamp, Dave Matthews & Tim Reynolds, Jack Johnson, Jamey Johnson, Kacey Musgraves, Toad the Wet Sprocket, Sasha Dobson, Amos Lee, Carlene Carter, Lukas Nelson & Promise of the Real, Will Dailey, Bahamas, Pegi Young & The Survivors, Jesse Lenat, Insects vs Robots, The Blackwood Quartet |
| 2014 | Raleigh, North Carolina                               | Walnut Creek Amphitheatre                    | Willie Nelson, Neil Young, John Mellencamp, Dave Matthews & Tim Reynolds, Jack White, Gary Clarke Jr., Preservation Hall Jazz Band, Jamey Johnson, Delta Rae, Todd Snider, Raelyn Nelson Band, Carlene Carter, Pegi Young & The Survivors, Lukas Nelson & Promise of the Real, Insects vs Robots |
| 2015 | Chicago                                               | FirstMerit Bank Pavilion at Northerly Island | Willie Nelson, Neil Young, John Mellencamp, Dave Matthews & Tim Reynolds, Imagine Dragons, Jack Johnson, Kacey Musgraves, Old Crow Medicine Show, Jamey Johnson, Mavis Staples, Lukas Nelson & Promise of the Real, Holly Williams, Insects vs Robots, Blackwood Quartet |
| 2016 | Bristow, Virginia                                     | Jiffy Lube Live                              | Willie Nelson, Neil Young, John Mellencamp, Dave Matthews & Tim Reynolds, Alabama Shakes, Sturgill Simpson, Nathaniel Rateliff & The Night Sweats, Jamey Johnson (with special guest Alison Krauss), Margo Price, Lukas Nelson & Promise of the Real, Insects vs Robots, Ian Mellencamp, The Wisdom Indian Dancers, Star Swain |
| 2017 | Burgettstown, Pennsylvania                            | KeyBank Pavilion                             | Willie Nelson, Neil Young, John Mellencamp, Dave Matthews & Tim Reynolds, Jack Johnson, The Avett Brothers, Sheryl Crow, Jamey Johnson, Blackberry Smoke, Valerie June, Lukas Nelson & Promise of the Real, Insects vs Robots |
| 2018 | Hartford, Connecticut                                 | Xfinity Theatre                              | Willie Nelson, Neil Young, John Mellencamp, Dave Matthews & Tim Reynolds, Chris Stapleton, Kacey Musgraves, Sturgill Simpson, Nathaniel Rateliff & The Night Sweats, Jamey Johnson, Margo Price, Lukas Nelson & Promise of the Real, Particle Kid |
| 2019 | East Troy, Wisconsin                                  | Alpine Valley Music Theatre                  | Willie Nelson, Neil Young, John Mellencamp, Dave Matthews & Tim Reynolds, Bonnie Raitt, Luke Combs, Nathaniel Rateliff & the Night Sweats, Jamey Johnson, Margo Price, Lukas Nelson & Promise of the Real, Yola, Tanya Tucker, Jamestown Revival, Particle Kid, Ian Mellencamp, Wisdom Indian Dancers, Ho-Chunk Thundercloud Singers |
| 2020 | Various                                               | Entertainers' homes                          | Black Pumas, Bonnie Raitt, Boz Scaggs, Brandi Carlile, Chris Stapleton, Dave Matthews, Edie Brickell, Jack Johnson, Jamey Johnson, Jon Batiste, John Mellencamp, Kelsey Waldon, Willie Nelsonwith Lukas and Micah Nelson, Neil Young, The Record Company, Valerie June & The War and Treaty. |
| 2021 | Hartford, Connecticut                                 | Xfinity Theatre                              | Willie Nelson, John Mellencamp, Sturgill Simpson, Dave Matthews & Tim Reynolds, Tyler Childers, Margo Price, Nataniel Rateliff & the Night Sweats, Bettye LaVette, Jamey Johnson, Lukas Nelson & Promise of the Real, Allison Russell, Particle Kid, Ian Mellencamp & Wisdom Indian Dancers |
| 2022 | Raleigh, North Carolina                               | Walnut Creek Amphitheatre                    | Willie Nelson, John Mellencamp, Dave Matthews & Tim Reynolds, Margo Price, Chris Stapleton, Sheryl Crow, Lukas Nelson & Promise of the Real, Particle Kid, Allison Russell, Charley Crockett, Brittney Spencer, Wisdom Indian Dancers |
| 2023 | Noblesville, Indiana                                  | Ruoff Music Center                           | Willie Nelson, Bob Dylan, Neil Young, John Mellencamp, Dave Matthews & Tim Reynolds, Margo Price, Bobby Weir & Wolf Bros, Nathaniel Rateliff & the Night Sweats, Lukas Nelson & Promise of the Real, Allison Russell, the String Cheese Incident, Particle Kid, The Black Opryfeaturing Lori Rayne, Tylar Bryant and Kyshona, The Jim Irsay Band featuring Ann Wilson, Clayton Anderson, Wisdom Indian Dancers, Native Pride Productions |